# Panurginus nigripes
Panurginus nigripes är en biart som beskrevs av Morawitz 1880. Panurginus nigripes ingår i släktet bergsbin, och familjen grävbin. Inga underarter finns listade i Catalogue of Life.